# Уставни суд Републике Српске
Уставни суд Републике Српске је самосталан и независан орган који штити уставност и законитост и обезбеђује заштиту права и слобода грађана у Републици Српској.
Установљен је Уставом Републике Српске који је донесен 28. фебруара 1992, а почео је са радом 1. јула 1994. године.

## Надлежност
Уставни суд:
1. одлучује о сагласности закона, других прописа и општих аката са Уставом;
2. одлучује о сагласности прописа и општих аката са законом;
3. решава сукоб надлежности између органа законодавне, извршне и судске власти;
4. решава сукоб надлежности између органа Републике, града и општине;
5. одлучује о сагласности програма, статута и других општих аката политичких организација са Уставом и законом.
6. прати појаве од интереса за остваривање уставности и законитости, обавештава највише уставне органе Републике о стању и проблемима у тој области и даје им мишљења и предлоге за доношење закона и предузимање других мера ради обезбеђења уставности и законитости и заштите слобода и права грађана, организација и заједница;
7. може оцењивати уставност закона и уставност и законитост прописа и општих аката који су престали да важе, ако од престанка важења до покретања поступка није протекло више од једне године;
8. одлучује о сагласности закона, других прописа и општих аката Народне скупштине са одредбама Устава о заштити виталних интереса конститутивних народа;
9. одлучује о питањима имунитета, која проистичу из закона којима се уређује имунитет у Републици Српској.

Одлуке Уставног суда су општеобавезне и извршне на територији Републике Српске, а њихово извршење обезбеђује Влада Републике Српске.

## Састав
Уставни суд има девет судија, укључујући и председника Суда, од којих се најмање двојица судија бирају из сваког конститутивног народа и један из реда осталих. Судије Уставног суда се бирају на осам година и не могу бити поново бирани. Суд има и два потпредседника, који су из реда других народа у односу на председника Суда.
Веће за заштиту виталног интереса Уставног суда Републике Српске је основано како би одлучивало о питањима виталног интереса у процедури описаној у Амандману LXXXII Устава РС. Ово веће разматра сва питања која су од виталног интереса.
Веће за заштиту виталног интереса састоји се од седам чланова, два из сваког конститутивног народа и један члан из реда Осталих. Судије бира Народна скупштина Републике Српске и Веће народа Републике Српске.
Народној скупштини кандидате за председника и судије Уставног суда предлаже председник Републике, а на предлог Високог судског и тужилачког савета Босне и Херцеговине.
Тренутни чланови Уставног суда су:
- Џерард Селман, предсједник, (први мандат, од јуна 2012)

- Иванка Марковић, потпредсједник, (први мандат, од јула 2022)

- Снежана Савић, потпресједник (први мандат, од јуна 2012)
- Војин Бојанић, (други мандат, од октобра 2003)
- Амор Букић, (први мандат, од јуна 2012)
- Златко Куленовић, (први мандат, од маја 2013)
- Светлана Брковић, (први мандат, од марта 2023)
- Радомир В. Лукић, (први мандат, од 2023) и
- Дарко Радић, (први мандат, од новембра 2023)

## Поступак
Свако може дати иницијативу за покретање поступка за оцењивање уставности и законитости.
Поступак пред Уставним судом могу, без ограничења, покренути председник Републике, Народна скупштина и Влада, а остали органи, организације и заједнице под условима утврђеним законом.
Уставни суд може и сам покренути поступак за оцењивање уставности и законитости.
Кад Уставни суд утврди да закон није у сагласности са Уставом или да други пропис или општи акт није у сагласности са Уставом или законом, тај закон, други прописи или општи акт престаје да важи даном објављивања одлуке Уставног суда.

## Седиште
Седиште Уставног суда Републике Српске је у Бањој Луци, у Улици Драшка Божића број 2.